# 穆鐵芬
穆鐵芬，滿族，京劇琴師。

## 生平
他是程硯秋挑班（自組劇團）唱戲請的第1位琴師，對京劇旦行程派藝術的形成影響很大（鼓師是杭子和，程、穆、杭3人都是滿族）。
程硯秋解散戲班去歐洲訪問前錄製的京劇唱片都是他的胡琴、杭子和的鼓。程硯秋離開中國期間，他和杭子和改搭（參加）章遏雲的戲班，對提高章的藝術很有幫助，章、穆、杭3人合作錄製了多套京劇唱片。
唐在炘、李麗華曾跟他學習京劇胡琴（京胡）藝術。